# تازه‌کند وینق (خداآفرین)
تازه‌کند وینق یکی از روستاهای استان آذربایجان شرقی است که در دهستان منجوان شرقی بخش منجوان شهرستان خداآفرین واقع شده‌است. این روستا همانند سایر روستاهای اطراف خود دارای طبیعت بکر و زیباست و همچنین آثار تاریخی چشم‌گیری در این روستا وجود دارد برای نمونه می‌توان به کلیسای واقع در این روستا اشاره کرد که تاریخ ثبت شده بر روی کتیبه سر در آن به سال۱۹۱۰برمیگردد که هم‌اکنون توسط اهالی روستا بازسازی شده و به عنوان مسجد استفاده می‌شود ناگفته نماند که این مسجد کنونی و کلیسای سابق برای ساکنان روستا مقدس بوده و مردم برای گشایش امور خود نزورات خود را به ان تقدیم می‌نمایند. لازم است ذکر شود که این روستا قبلاً ارمنی‌نشین بوده و پس از مهاجرت تدریجی ارامنه مسلمانان در این روستا ساکن شده‌اند٬البته آثار تاریخی فراوان دیگری همچون گورستانها، و سایت‌های تاریخی دیگری نیز در این روستا و مجاورت آن وجود دارد که به دلیل بی‌توجهی مسئولان تا به حال در حال تاراج بوده و رو به نابودی است. همچنین این روستا دارای منطقه محافظت شده کسترده‌ای به نام آنزا است که حیوانات وحشی گوناگون مانند کل وبز در آن به چشم می‌خوردند ولی در سالیان اخیر به دلیل سهل انگاری سازمان حفاظت محیط زیست شکار چیان به‌طور نگران‌کننده‌ای حیوانات را شکار می‌کنند به‌طوری‌که دیگر به سادگی نمی‌توان حیوانات بومی آنزا را مشاهده کرد زیرا یا در حال انقراض هستند یا به زودی در معرض انقراض قرار خواهند گرفت.